# Ivar Svensson (konstnär)
Ivar Ferdinand Svensson, född 19 maj 1911 i Kyrkhults socken i Blekinge län, död 16 september 1968 i Angelstads församling i Kronobergs län, var en svensk hemmansägare och målare.
Han var son till arbetaren Alfred Svensson och Hilda Jönsson och från 1933 gift med Anna Frideborg Elvira Carlson. Svensson studerade för Endre Nemes vid Valands målarskola i Göteborg 1947–1948. Separat ställde han ut i Ljungby 1944, Jönköping 1946, Smålands Taberg 1958 och Växjö 1953. Tillsammans med Karl Baldestam ställde han ut i Älmhult 1946 och tillsammans med Alvar Jonson i Jönköping 1948 samt tillsammans med Axel Olsson och Owe Wallberg i Strömsnäsbruk 1961. Han medverkade i samlingsutställningar i Ljungby, Växjö, Kalmar, Värnamo och i Smålands konstnärsförbunds vårsalong i Jönköping. Hans konst består av interiörer, stilleben auktionsscener samt motiv från de risiga och steniga Smålandsskogarna. Han bodde nära Ragnar Person och tog ett starkt intryck av Persson tunga pastosa måleri. Svensson är representerad vid Ljungby lasarett och församlingshemmet i Ljungby.    